# Культура накольчатой керамики
 Культура накольчатой керамики, или Дунайская Ib культура (по классификации Г. Чайлда), или Среднедунайская культура (в составе дунайских культур) — наследник неиндоевропейской культуры линейно-ленточной керамики, крупный археологический горизонт неолита Центральной Восточной Европы. Культура существовала в период около 4600-4400 гг. до н. э. Памятники обнаружены в Восточной Германии, Австрии, Польше и Чехии. Одним из важнейших памятников является Гозекский круг.
Культуры накольчатой керамики и «нотной керамики» являются продолжениями культуры линейно-ленточной керамики. Культура накольчатой керамики отказалась от насечек на керамике — вместо них появились полосы мелкого пунктира (наколок), расположенных в том числе и зигзагом, с вертикальными полосами, рассекающими каждый угол.
Если «нотная керамика» распространялась к востоку от Буга, то накольчато-ленточная керамика распространялась вниз по Висле и Эльбе. По-видимому, речь идёт скорее о распространении культурной традиции, чем всей культуры в целом.

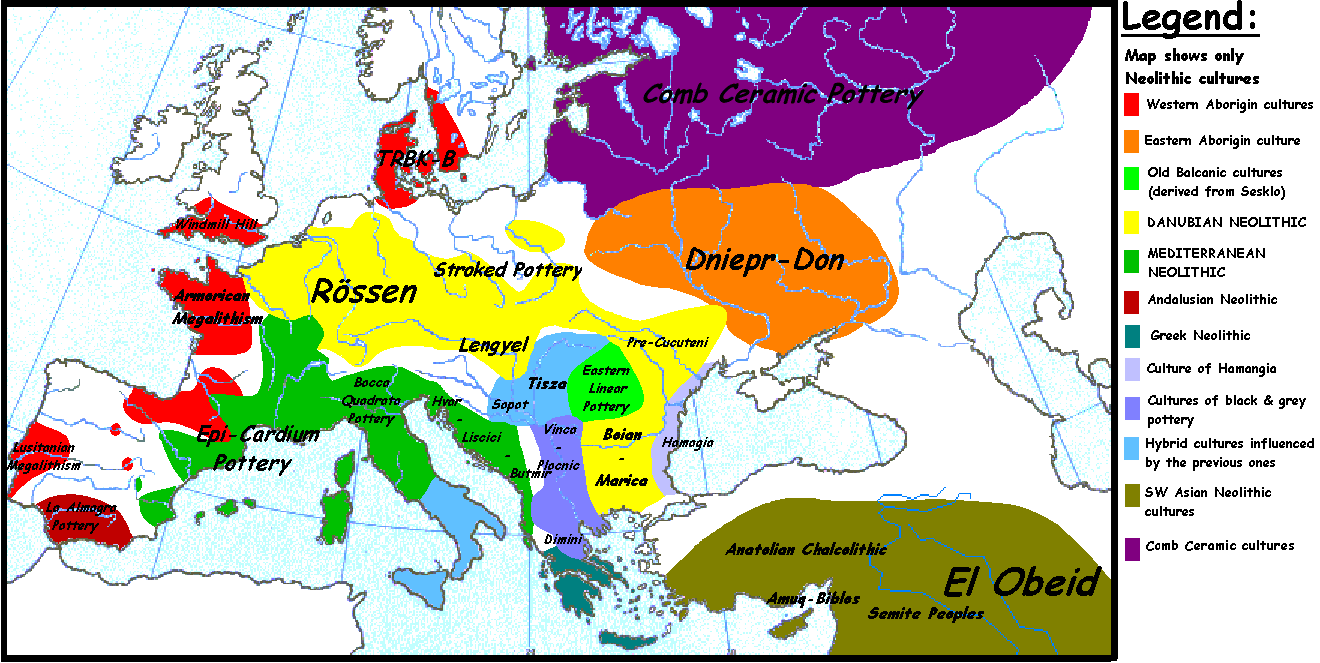
Европа позднего неолита.

В домах людей культуры накольчатой керамики произошло небольшое изменение, которое закрепилось в последующих культурах: один из концов длинного дома стал уже другого, так что дом приобрёл форму трапеции. Причины данного изменения остаются неясными. Кроме того, люди накольчатой керамики предпочитали кремировать своих покойников (предшествующая культура линейно-ленточной керамики использовала как трупосожжение, так и трупоположение).
По карте, размещённой в начале статьи, можно увидеть, что накольчато-ленточная керамика на большинстве территорий была заменена культурой Лендьел и Рёссенской культурой, однако остатки накольчато-ленточной керамики сохранялись на Висле.
Изучение ДНК шести представителей культуры накольчатой керамики из местонахождения Колин на реке Эльба (Лаба) в Богемии (Чехия), живших 5360—5960 л. н., показало, что такие же мтДНК гаплогруппы были ранее найдены у фермеров культуры линейно-леночной керамики, а геномные данные показывают сходство с современными южными европейцами.